# Jürgen Schröder
Jürgen Schröder (født 6. marts 1940 i Grünberg, Tyskland (nu Polen) er en tysk tidligere roer.
Schröder var med i otteren fra Ratzeburger RC, der i første halvdel af 1960'erne var ret succesfuld og blev kendt som 'Deutschland-Achter'. Han kom med i båden i 1964, hvor den allerede havde haft stor succes de seneste år forinden og var regerende olympiske mestre samt verdens- og europamestre. Schröder var med til at sikre Vesttyskland EM-guld i 1964 og 1965.
Båden stillede op for det fællestyske hold ved OL 1964 i Tokyo og var blandt favoritterne ved den lejlighed. I det indledende heat mødte de blandt andet en anden favorit, USA, og tyskerne vandt et tæt heat med 0,28 sekund. I finalen var amerikanerne dog suveræne og vandt med mere end fem sekunder til tyskerne på andenpladsen, mens den tjekkoslovakiske båd blev nummer tre. Tyskernes båd bestod ud over Schröder af Klaus Bittner, Karl-Heinrich von Groddeck, Hans-Jürgen Wallbrecht, Klaus Aeffke, Klaus Behrens, Jürgen Plagemann, Horst Meyer og styrmand Thomas Ahrens.
Civilt studerede Schröder jura, og han blev senere sekretær for præsidenten for den vesttyske olympiske komité. Willi Daume, der også var præsident for arrangementskomiteen for OL 1972 i München. Schröder blev senere chef for et reklamebureau i München og blev også marketingskonsulent for det tyske roforbund.

## OL-medaljer
- 1964:  Sølv i otter